# Vincenzo Ludovico Gotti
Vincenzo Ludovico Gotti OP (ur. 5 albo 7 września 1664 w Bolonii, zm. 18 września 1742 w Rzymie) – włoski kardynał.

## Życiorys
Urodził się 5 albo 7 września 1664 roku w Bolonii, jako syn Giacoma Gottiego i Clary Capardy. W młodości wstąpił do zakonu dominikanów. Studiował teologię na Uniwersytecie w Salamance, a w 1688 roku przyjął święcenia kapłańskie. Następnie został wykładowcą w seminariach, a potem na Uniwersytecie Bolońskim. 29 kwietnia 1728 roku został tytularnym arcybiskupem Jerozolimy, a 16 maja przyjął sakrę. 30 kwietnia został kreowany kardynałem prezbiterem i otrzymał kościół tytularny San Pancrazio. W latach 1735–1736 pełnił funkcję kamerlingiem Kolegium Kardynałów. Zmarł 18 września 1742 roku w Rzymie.